# 都會計劃

香港都會區涵蓋範圍

《都會計劃》（英語：Metroplan）是香港行政局在1991年通過的長遠策略性計劃，內容橫跨到2011年，範圍包括都會區（香港島、九龍包括新九龍、荃灣區和葵青區）及維多利亞港的規劃及發展大綱。
此為一份非法定的次區域性計劃書，其同時主要研究減低九龍區的建築密度。在1993年亦完成《九龍建築物密度研究》，提供了依據讓當局藉法定的分區計劃大綱圖，為九龍多個地區施加發展密度限制。

## 沿革
1987年10月7日，香港總督衛奕信在發表的施政報告中大力推動都會計劃，其解釋是政府由1970年代開始，超過一半的非經常性開支用於發展新市鎮；相比之下，投放於早期開發之都市範圍的資源明顯比下去。
1988年，香港規劃環境地政科出版《都會計劃：初步提供的選擇》。
1991年，港督連同行政局通過都會計劃的發展策略，同年規劃環境地政科出版《都會計劃：選定的策略概覽》。

## 階段性檢討
1996年，規劃署展開都會計劃檢討第一階段的研究，以探討自1991年都會計劃完成以來，都會區社會情況的轉變，並鑑定都會區的主要問題。第一階段的研究已於1998年完成。
計劃在主權移交後1999年至2001年間進行全面檢討並完成第二階段的研究，制訂直至2016年及以後的最新發展策略，亦進行《九龍建築物密度研究檢討》以檢討九龍的密度管制。

## 主要目標
| - 提供機會使這個城市盡顯潛力，擔當以下角色： - 國際／區域的港口／機場 - 國際／區域的商業／金融／資訊／旅遊中心 - 高增值及高科枝工業中心 - 盡量開拓機會，以滿足房屋方面的需求 - 盡量方便居民和訪客往返就業和提供社區／康樂設施的地點 - 提供一個安全、高效率、財務上可行且能善用能源的多樣化交通運輸綜合系統 - 合理地調整土地用途模式，創建一個更適意的都市環境 - 保存和改善市區景貌和主要景物，包括海港景觀和重要的文物景點 - 制訂切實可行並能使政府達至收支平衡的策略／計劃 | 都會計劃檢討 第一階段 檢討都會計劃最初階段的研究，對一系列目標中之部份細項作出調整或刪除 （更改細節可參見 英文版網站 圖表3.1，（ 页面存档备份 ，存于 ）） 第二階段 提高都會區作為國際金融和商業中心的地位 充分利用維多利亞港在文化遺產、休閒、康樂和經濟各方面的突出潛力 鑑定需要更新或重建的地區，以便進行市區重建 保護具有特色的主要景觀，以及改善市區布局，以締造優質的市景 盡量利用新的建屋機會，以滿足各種房屋需求 令就業機會分布更平均，以減低對過海交通設施的需求 創造優質市區環境 確保未來的發展不會超出交通和其他基礎設施的容量 |

## 已實施或實施中的計劃

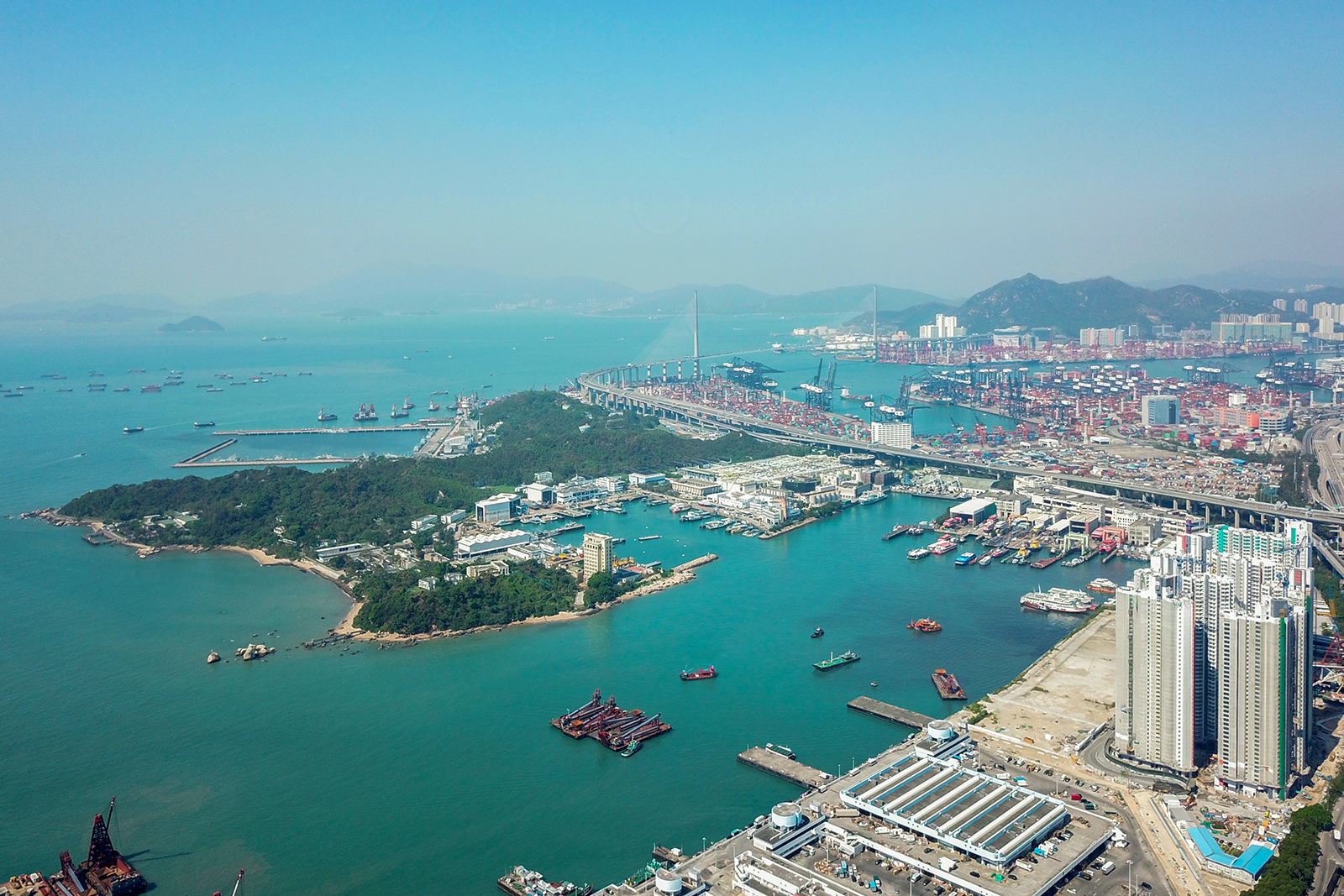
淨化海港計劃設於昂船洲的污水處理廠

- 淨化海港計劃
- 西九龍填海提供港口及機場配套，包括：
  - 青衣島東南岸填海以發展作9號貨櫃碼頭
- 中環及灣仔填海計劃

## 未能實施、擱置或改變的計劃

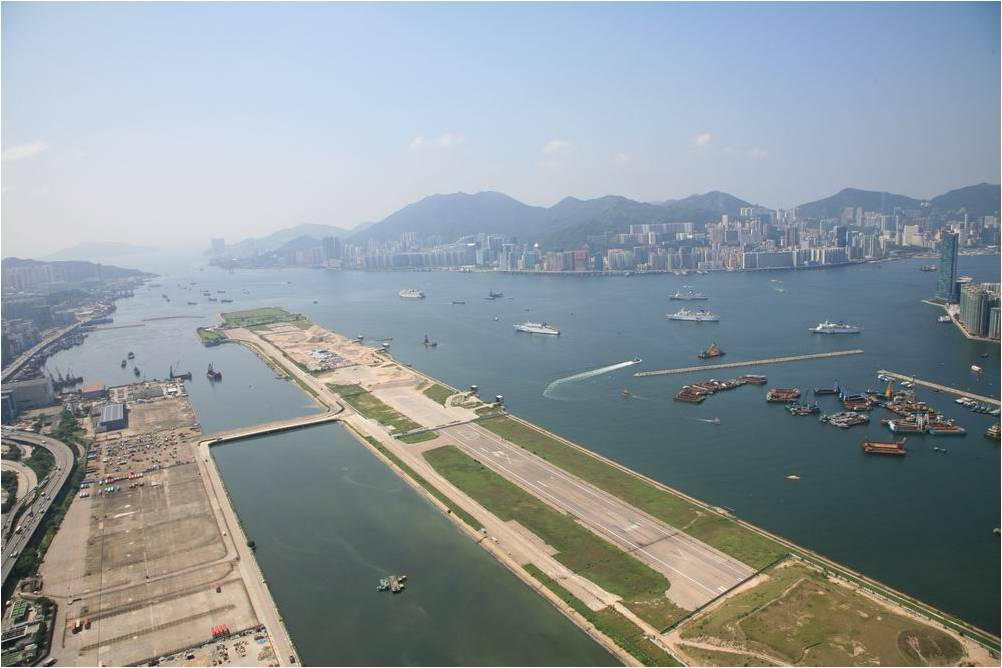
原本打算填平的啟德機場跑道旁水域（圖左），現已重建作觀塘海濱花園

- 原本啟德機場搬遷後打算把跑道與觀塘避風塘約300公頃面積填平，但基於保護海港條例，啟德發展計劃重新制定為現在的版本，並擱置涉及填海的工程[6]
- 港島西北岸的青洲填海計劃及七號幹線（連接香港仔至堅尼地城）

## 學術研究
計劃公佈後的10多年後，學者認為計劃中提及的「減低市區密度」目標最終沒有達到，並歸納原因作以下幾點：
- 「市場對大幅發展的需求」與「政府降低市區密度」的衝突
- 「精英主義」主導的官僚體制
- 「資本累積（英语：Capital accumulation）」與「有限代表性的民主制度下社群主義之間」的角力

## 外部連結
- 《都會計劃：初步提供的選擇》，1990年
- 「都會計劃檢討第二階段研究及相關的九龍建築密度研究檢討」目錄（页面存档备份，存于） - 規劃署（繁體中文）
- 「都會計劃—西九龍填海概念模型」，何弢 （页面存档备份，存于） - M+ 檔案藏品